# Claude Pujade-Renaud
Pour les articles homonymes, voir Renaud (homonymie) et Pujade.
Claude Pujade-Renaud, née le 25 février 1932 à Bizerte (actuelle Tunisie) et morte le 18 mai 2024 à Paris,,, est une écrivaine française. Elle joue un rôle dans l’histoire de l’éducation physique et de la réflexion sur les femmes et le genre.
Après avoir enseigné la danse et l'expression corporelle dans le cadre de la formation des professeurs d'éducation physique, elle enseigne au département des sciences de l'éducation à l'Université Paris VIII, et est l'auteur de : Le Corps de l'élève dans la classe, Le Corps de l'enseignant dans la classe et L'École dans la littérature. Elle devient ensuite une romancière, une nouvelliste, une auteure de littérature pour la jeunesse et d'essais. Plusieurs de ses œuvres ont été primées.

## Biographie
Elle est née en 1932 à Bizerte, à l'époque dans le protectorat français de Tunisie. Son père est polytechnicien et ingénieur dans un grand groupe de BTP. Elle est en classe de terminale en 1948. Ne pouvant intégrer l’Institut régional d’EPS (IREPS) avant 18 ans, elle effectue une année de classe préparatoire littéraire puis rentre en IREPS pour quatre ans où elle pratique le handball et l’athlétisme, en plus de la danse. En 1954, elle est nommée dans un lycée de Rouen, puis à Versailles. En 1960, elle devient formatrice à l’IREPS. Elle entame un cursus de philosophie à la Sorbonne qu’elle achève après avoir quitté l’IREPS en obtenant une licence. Durant ces années, elle délaisse peu à peu la compétition sportive pour la danse, intégrant dès 1950 l'école de Janine Solane. Elle y découvre une danse plus respirée que ce qu’elle a connu, plus en rapport avec la musique.  En 1978, elle devient maître assistante. Elle initialise en 1970 une thèse de troisième cycle qu'elle obtient en 1975. En 1972, elle commence à animer avec Daniel Zimmermann une unité de Valeur (UV) sur les communications non verbales à Vincennes. Elle commence à pratiquer le karaté en 1973. Elle soutient  en 1981 une thèse d'État en sciences de l’éducation consacrée à la communication non-verbale entre maître et élève, manifestée entre autres par la dissymétrie sexuelle et la nature des relations d'autorité. 
Cécile Ottogalli-Mazzacavallo, chercheuse en sciences et techniques des activités physiques et sportives, écrit de son approche: « elle illustre le fait que les silences et les gestes en disent parfois plus que les mots, mais ne peuvent tout dire avec vérité. Comme les mots, le corps est à la fois vérité et mensonge. ».
Ses thèmes de prédilection, qui se retrouvent ensuite dans ses écrits, sont le corps, la danse, le pouvoir, l’avortement, la famille, la vieillesse, les femmes, ou encore la question des rapports entre les sexes. Elle refuse activement les stéréotypes sexués, qu'elle voit comme emprisonnants, par le biais de son travail sur le corps et l'expression dans les années 1970. Sa verve féministe s'exprime par la suite sous sa plume dans sa carrière d'écrivaine, durant laquelle elle aborde des sujets tels que l’illusion d’une «essence du corps féminin» ou en relatant les expériences vécues et diverses de femmes à travers les âges.
Elle publie son premier roman La Ventriloque en 1978. Depuis, elle est l'auteure de plusieurs romans et recueils de nouvelles, remportant le prix Goncourt des lycéens pour Belle mère (1994), le prix de l'écrit intime pour Le Sas de l'absence en 1998, le prix de la Fondation Thyde-Monnier de la SGDL en 2001 pour Un si joli petit livre. En 2004, elle reçoit le Grand prix Poncetton de la Société des gens de lettres, pour l'ensemble de son œuvre.
Claude Pujade-Renaud a créé et géré la revue Nouvelles Nouvelles (1985-1992) avec Daniel Zimmermann, avec qui elle a également écrit plusieurs livres à quatre mains, notamment des ouvrages en direction de la jeunesse (cycle Les Aventuriers de l'histoire aux Éditions La Farandole : 9 titres), et Les Écritures mêlées, Septuor, Duel.

## Œuvres

### Romans
- 1978 : La ventriloque, Éditions des Femmes
- 1988 : La Danse océane, Souffles; Actes Sud Babel 1996
- 1992 : Martha ou le Mensonge du mouvement, Éditions Manya ; Actes Sud Babel 1996
- 1994 : Belle mère, Actes Sud Babel; J'ai lu 1997
- 1996 : La Nuit la neige, Actes Sud; Actes Sud Babel 1998; J'ai Lu 1998
- 1997 : Le Sas de l'absence, Actes Sud; Actes Sud Babel 2000 (publié avec La Ventriloque)
- 1999 : Platon était malade, Actes Sud
- 2004 : Le Jardin forteresse, Actes Sud
- 2006 : Chers Disparus, Actes Sud[7]
- 2007 : Le Désert de la grâce, Actes Sud
- 2010 : Les Femmes du braconnier, Actes Sud
- 2010 : Œuvres, tome 1, collection Thesaurus, Actes sud
- 2013 : Dans l’ombre de la lumière, Actes Sud
- 2016 : Tout dort paisiblement sauf l’amour, Actes Sud

### Nouvelles
- 1985 : Les Enfants des autres, Actes Sud
- 1989 : Un si joli petit livre, Actes Sud; Actes Sud Babel 1999
- 1991 : Vous êtes toute seule ?, Actes Sud, prix de la nouvelle du Rotary Club; Actes Sud Babel 1994; Librio 1997
- 1993 : La Chatière, Actes Sud
- 2001 : Au Lecteur précoce, Actes Sud[8]
- 2007 : Sous les mets les mots, Nil
- 2014 : Rire en do mineur et autres nouvelles, Actes Sud
- 2015 : Sans tambour ni trompette, Rhubarbe

### Poésie
- 2000 : Celles qui savaient, Actes Sud
- 2003 : Instants incertitudes, Le Cherche midi
- 2008 : Transhumance des tombes, Circa 1924

### AvecDaniel Zimmermann
- 1988 : La Révolte de la chaussure à lacets, éditions Messidor/La Farandole (LF 10),  (ISBN 978-2-209-06078-8)
- 1988 : Pour sauver la Marseillaise, LF 10
- 1989 : Le Maître du feu, LF 10
- 1989 : Pas malgré nous, LF 10
- 1990 : La Fille de la sorcière, LF 10
- 1990 : La Grève des enfants, LF 10
- 1991 : La Commune n'est pas morte, LF 10
- 1991 : La Fiancée d'Attila, LF 10
- 1992 : Les pommes du diable, LF 10
- 1995 : Les Écritures mêlées, éditions Julliard[9]
- 2000 : Septuor, Le Cherche midi éditeur
- 2004 : Duel, Correspondance 1973-1993, Le Cherche midi éditeur
- 2004 : Championne à Olympie, Gallimard, Folio Junior
- 2018 : 3 chats, 2 écrivains ; journal, Rhubarbe

### Roman collectif
- 1995 : L'Affaire Grimaudi, Éditions du Rocher (avec Alain Absire, Jean-Claude Bologne, Michel Host, Dominique Noguez, Martin Winckler, Daniel Zimmermann)

### Préfaces
- 2007 : Jack London, Histoire des îles, éditions Phébus
- 2010 : Claude Pujade-Renaud, « Préface », dans : Michel Teodosijevic, Chroniques de la maison sociale, éditions Bordessoules, Saint-Jean-d'Angély
- 2013 : Nathalie Peyrebonne, Rêve général, éditions Phébus. Voir Rêve général sur le site des éditions Phébus